# Chanson de l'alphabet
Une chanson de l'alphabet est une chanson ayant pour objectif d'enseigner l'alphabet aux enfants. Les chansons de l'alphabet récitent généralement les noms de toutes les lettres de l'alphabet d'une langue donnée dans l'ordre.

## L'ABC(alphabet latin)
L'ABC ou ABC est l'une des plus célèbres chansons de l'alphabet pour l'alphabet latin, quelle que soit la langue.

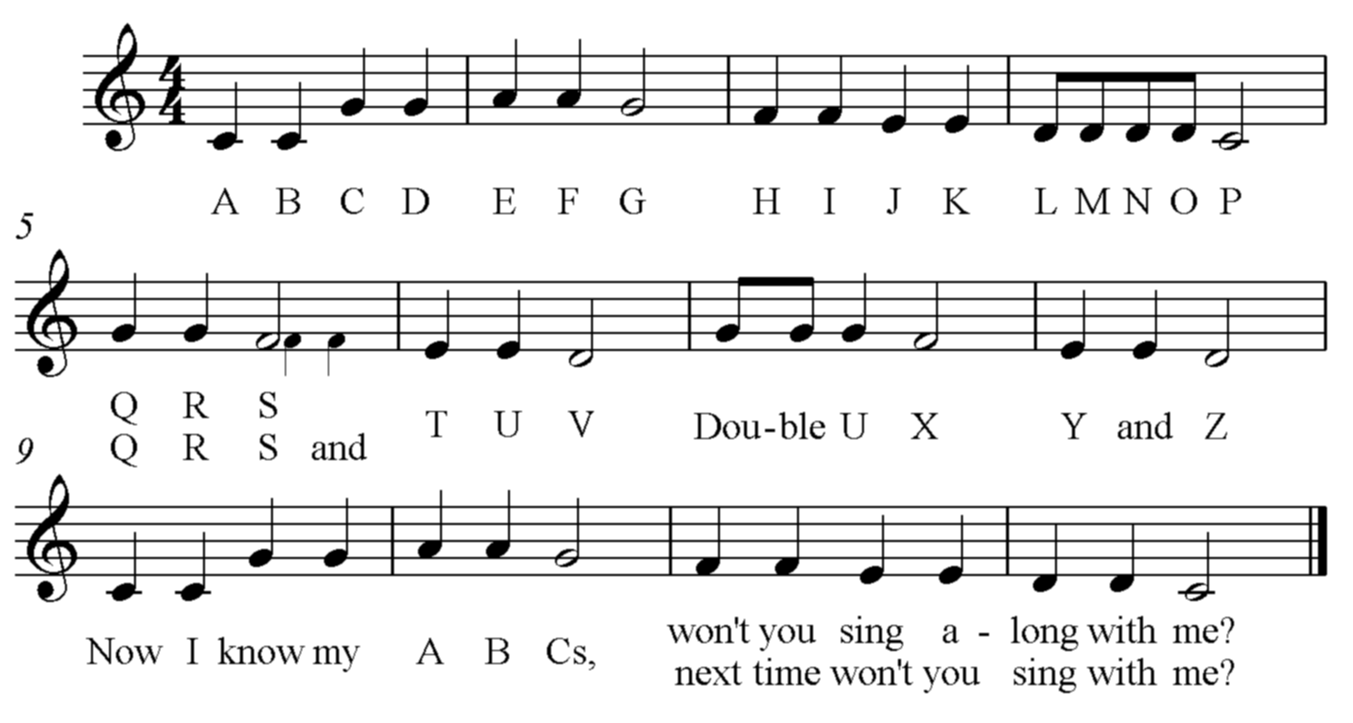
Chanson de l'alphabet en anglais.

La chanson est protégée pour la première fois en 1835 par l'éditeur de musique Charles Bradlee et reçoit le titre The A.B.C., a German air with variations for the flute with an easy accompaniment for the piano forte. L'arrangement musical est attribué à Louis Le Maire (parfois Lemaire), un compositeur du XVIIIe siècle,. Le thème serait celui utilisé par Wolfgang Amadeus Mozart pour ses Douze variations en do majeur pour piano sur « Ah ! vous dirai-je, maman ». Cet air est le même que celui de Twinkle, Twinkle, Little Star et Baa, Baa, Black Sheep.
Paroles : (chaque ligne représente deux mesures ou huit temps)
A, B, C, D, E, F, G ...
H, I, J, K, L, M, N, O, P ... ( « L, M, N, O » prononcé deux fois plus vite que le reste de la rime)
Q, R, S .. . / T, U, V ... (/: rupture prosodique (mineure), pause entre S et T)
W .. . X .. . / Y et Z. (pause entre X et Y, et W et X durent deux temps)

## Pour d'autres alphabets
- Adalama ( 𞤀⹁ 𞤣𞤢⹁ 𞤤𞤢⹁ 𞤥𞤢), conçue pour les locuteurs peuls d'Afrique de l'Ouest pour mémoriser le script Adlam[5].
- Алфавит мы уже знаем, en russe.
- Ahaka mana récite le syllabaire de la langue maori sur l'air de Stupid Cupid.
- Alef-Bet de Debbie Friedman, une chanson couramment utilisée dans les salles de classe des écoles hébraïques pour enseigner les lettres de l'alphabet hébreu.
- Classique des mille caractères, en chinois et en coréen.
- Iroha, un récital du syllabaire japonais[6].
- Śiva sūtra, en sanskrit[7].
- Zengő ABC de Ferenc Móra, en hongrois.